# 美國北部

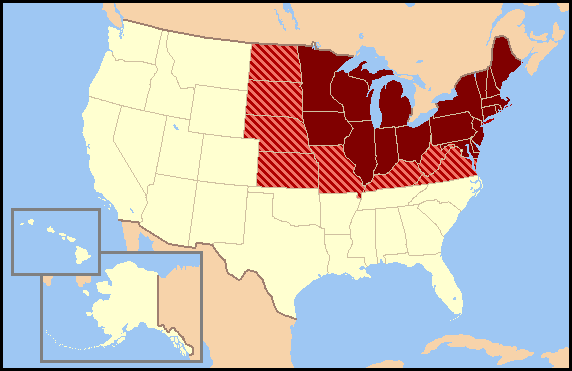
美國北部的範圍。深紅色的部份是通常情況下的美國北部，斜線部份在有時會被認為是美國北部

美國北部（英語：Northern United States）是指美國北部与加拿大接壤但是位于西部地區以东的地區，现今通常专指中西部、东北部和新英格蘭地区。

## 文化
和南部相比，美國北部自古就和外國交往較多，因此北部的文化也混入了較多外國的文化。美國北部大多數居民都信奉基督新教和天主教。

## 政治
在南北戰爭時期，北部支持廢除奴隸制度。
在政治傳統上，早年北部的共和黨支持者比較多，但自從1930年代後，北部逐漸以民主黨支持者較多。